# Vaale
Vaale är en kommun och ort i Kreis Steinburg i förbundslandet Schleswig-Holstein i Tyskland.
Kommunen ingår i kommunalförbundet Amt Schenefeld tillsammans med ytterligare 21 kommuner.